# オリーブ銅鉱

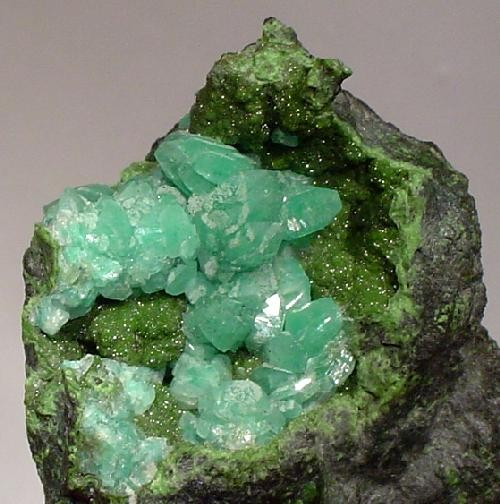
オリーブ銅鉱

オリーブ銅鉱（オリーブどうこう、英: Olivenite)は、化学式Cu2(AsO4)(OH)の銅ヒ酸塩鉱物。単斜晶系である。

## 概要
多くの場合、針状晶癖の球状凝集体(英: globular aggregates )としてみられ、しばしば柔らかい光沢を持つ。またドーム状末端を持つ単純な柱状晶癖の小さな輝く結晶中にみられることもある。層構造や軟質な土状で産出することもある。
1786年にマルティン・ハインリヒ・クラプロートにより化学組成から"arseniksaures kupfererz"と命名され、1789年にアブラハム・ゴットロープ・ウェルナーがオリーブ色が多いことにちなみ"Olivenerz"と改名。1820年にロバート・ジェイムソンが現在の名称に改めた。しかし実際には、黒みがかった緑色から、細かい繊維状の集合体(木銅鉱、英: woodcopper)でみられる白色まで幅がある。
オリーブ銅鉱はコーンウォール・カーハラックが模式地であり、同じくセント・デイ地区の銅山の奥地において、褐鉄鉱や石英に混ざってある程度に見られた。またレッドラス近郊やユタ州ティンティック鉱山地区でも豊富に見られた。銅鉱石と硫砒鉄鉱が酸化することで生成するため、このような銅山ではオリーブ銅鉱を副次的に産出した。
オリーブ銅鉱のヒ素はリンにより部分的に置換される。完全にリンに置換すると燐銅鉱（Cu2PO4(OH)）となる。燐銅鉱はスロバキアのリベテン（現在のバンスカー・ビストリツァ県Ľubietová）でオリーブ銅鉱に類似した結晶として発見され、コーンウォールでも少量産出する。他の近縁種としては、アダム鉱（Mn2AsO4(OH)）やイヴ鉱（Zn2AsO4(OH)）が挙げられる。

## オリーブ銅鉱グループ
- イヴ鉱（英語版）（Zn2AsO4(OH)）
- アダム鉱（Mn2AsO4(OH)）
- オリーブ亜鉛銅鉱（英語版）（CuZnAsO4(OH)）
- オリーブ銅鉱
- 燐銅鉱（Cu2PO4(OH)）
- 燐亜鉛銅鉱（CuZnPO4(OH)）